# Ka-26
卡莫夫 Ka-26是前蘇聯時代開發的輕型同軸逆槳多用途直升機。（北約代號Hoodlum：流氓、小混混、不良少年）

## 開發歷史
Ka-26直升機從1969年開始量產，至今總產量達到816架。後來並發展出新型的單渦輪軸發動機Ka-126。但伴隨Ka-126性能未達要求，該型號僅極少量生產。進入21世紀才出現裝有兩具渦輪軸發動機的正統接班人 Ka-226。無論是Ka-26/126/226的北約代號都共用「流氓」（Hoodlum）。

## 機體設計

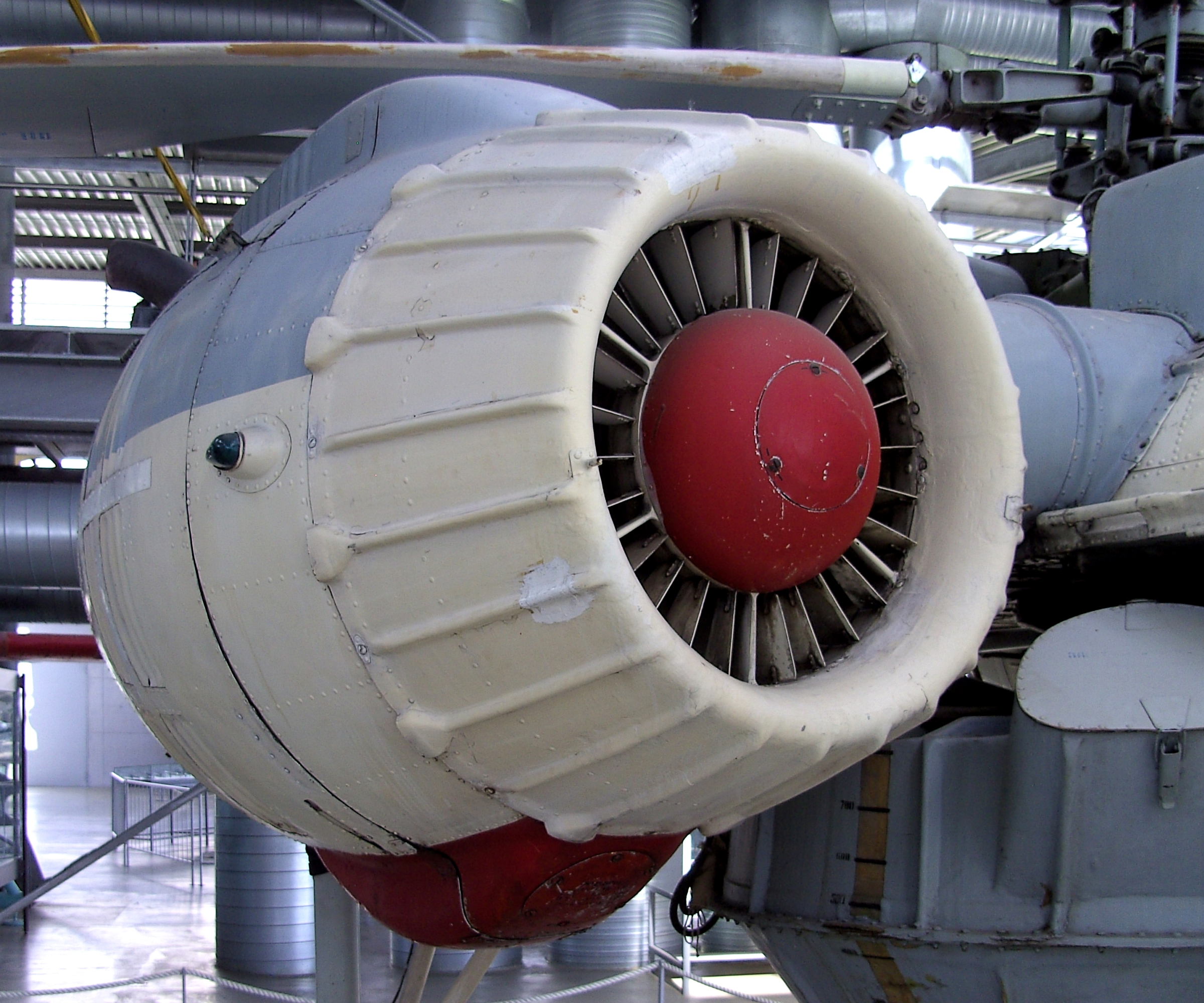
Ka-26所裝備的325匹馬力(239-kW) VMK (Vedeneyev) M-14V-26 星型活塞發動機

Ka-26為擅長同軸雙層逆槳結構的卡莫夫設計局的民用作品，能執行非常多的應用，例如農藥噴洒機、救護直升機、觀光、跳傘運動等多樣化角色。固定結構可搭載正駕駛與副駕駛各一名，飛行員擁有視野良好的氣泡狀座艙玻璃。而後段結構為一鏤空吊掛設計，可不掛載任何設備，或是任意選擇功能艙段。值得一提的是該機的後段艙間為多功能結構，可視扮演的角色掛上特定的功能艙。例如搭載人員就可以裝載一個六座的人員艙，噴洒農藥就改裝農藥噴霧設備、執行救護就掛上具有擔架與醫療器材的艙段。
該機也是少數蘇聯時代獲得美國美國聯邦航空總署（FAA）認證，可在歐美販售的航空器。

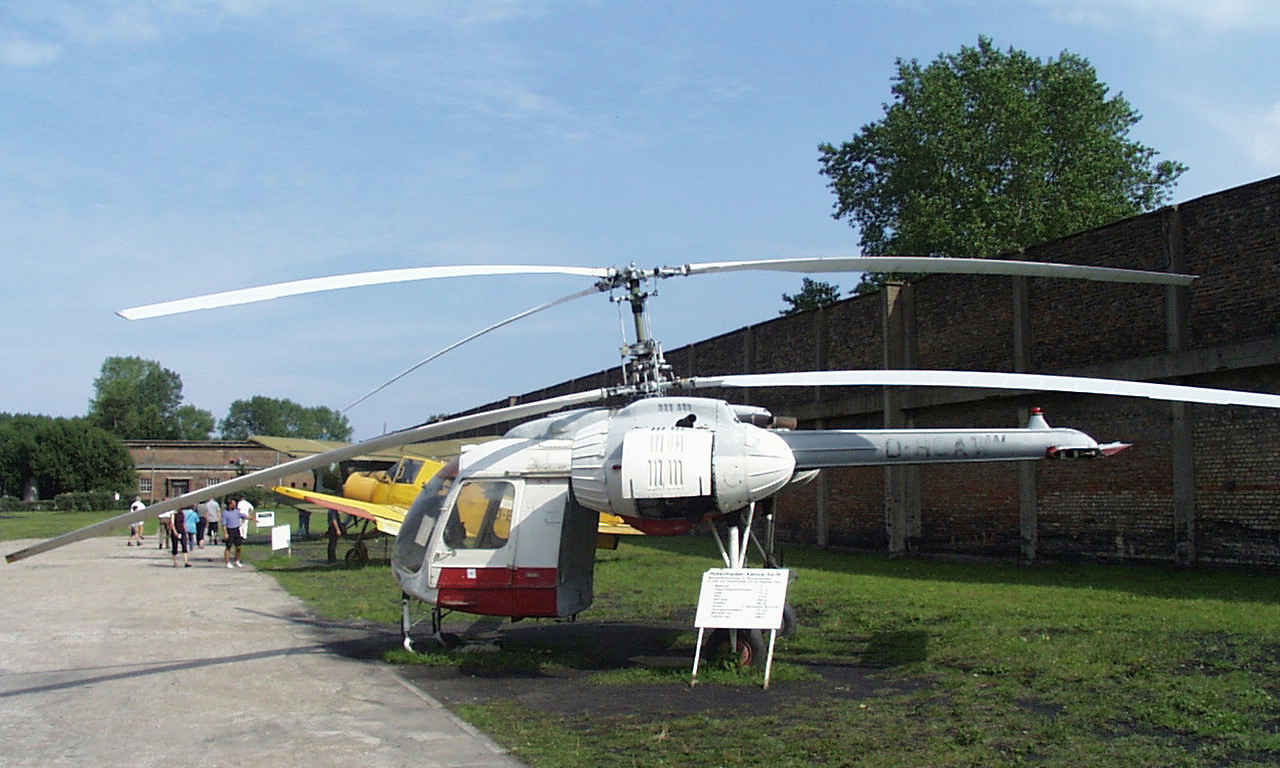
停放展示的Ka-26(後段無掛載)

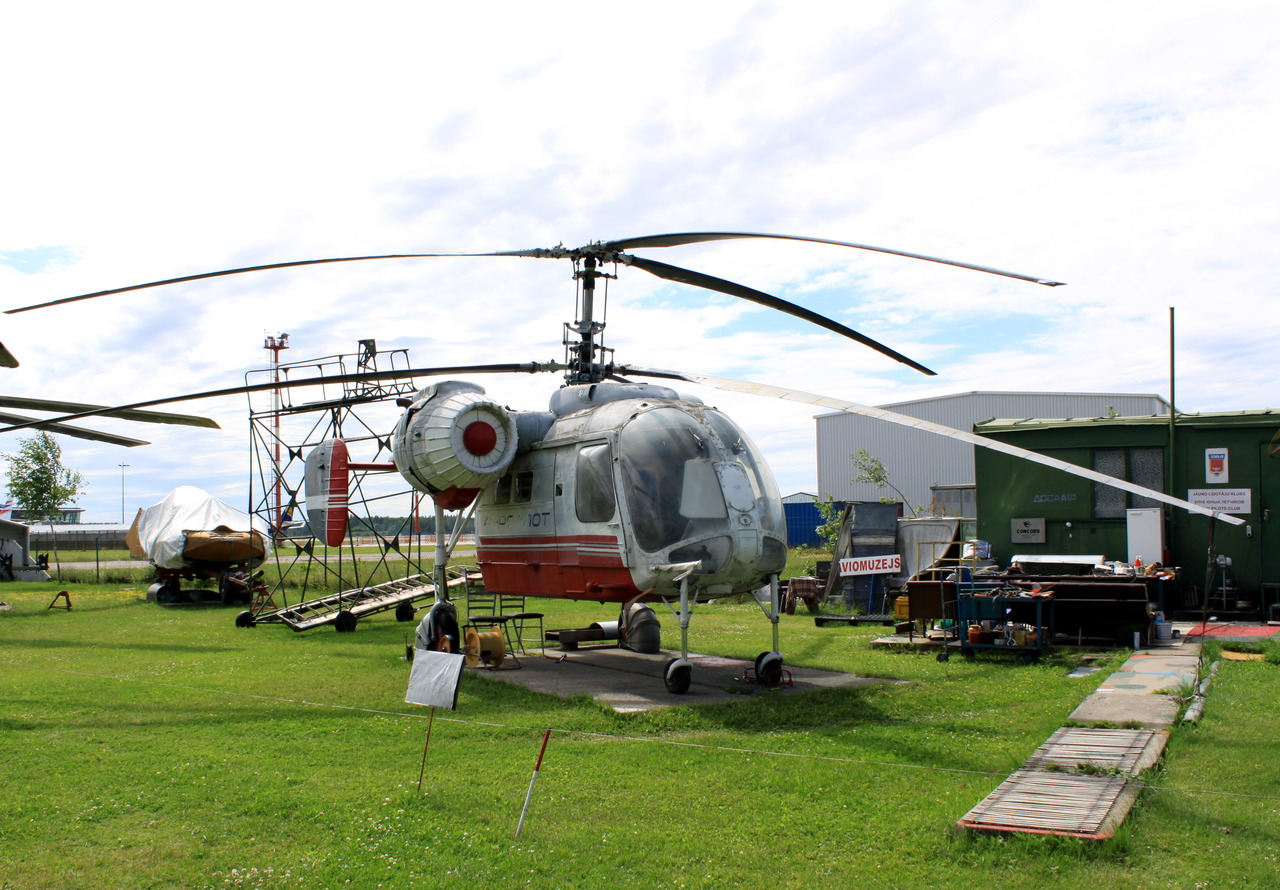
展示於里加航空博物館的Ka-26(掛載人員艙)

## 現在運用國家 / 單位
俄羅斯
- Gazpromavia[1]

 羅馬尼亞
- West Copter [2]

 匈牙利
除了政府與軍方運用外，並有許多機體被民間使用中，民間運用的國家數量未經統計。

### 曾經運用單位
保加利亚
- 保加利亞空軍[3][4]

 蒙古国
- 蒙古空軍[5]

 立陶宛
- 立陶宛邊境巡邏隊 [6]

 匈牙利
- 匈牙利空軍[7][8]

## 性能諸元
参考资料：Jane's All The World's Aircraft 1982-83 
基本信息
- 机组：2人
- 容量：6人 (裝載載人艙段時)

性能

## 延伸閱讀
相关开发
- 卡莫夫 Ka-226

类似型号
- 卡曼 K-MAX（英语：Kaman K-MAX）

## 外部連結
- https://web.archive.org/web/20020525031818/http://kamov.ru/
- https://web.archive.org/web/20080322060201/http://www.aviation.ru/Ka/#26#26
- https://web.archive.org/web/20160415012400/http://www.kamov.net/kamov-civilian/kamov-ka-126/